# Bout de Zan en villégiature
Bout de Zan en villégiature és una pel·lícula muda francesa escrita i dirigida per Louis Feuillade i estrenada el 3 de juliol de 1914.
Aquesta pel·lícula forma part de la sèrie Bout de Zan.

## Repartiment
- René Poyen : Bout de Zan